# Muay Lao
Muay Lao è una forma di kickboxing praticata nel Laos ed è una branca dei molti stili di kickboxing indo-cinesi. 

## Origine
Le altre forme di kickboxing provenienti da tale regione sono: Pradal Serey dalla Cambogia, Muay Thai dalla Thailandia e  lethwei dalla Birmania.

## Tecniche
Questa forma di kickboxing comprende attacchi con ginocchia, gomiti, pugni e calci. Nel 170º episodio di King of the Hill, Kahn utilizza le arti marziali laotiane per i combattimenti da strada. Il Muay Lao è stato inserito tra gli sport dei XXV Giochi del Sud-est asiatico, tenutisi in Laos.